# Château de la Rivière (Manche)
Pour les articles homonymes, voir Château de la Rivière.
Le château de la Rivière est un ancien château fort, bâti au XIIIe et remanié au XVe siècle, aujourd'hui ruiné, dont les vestiges se dressent sur le territoire de la commune française de Saint-Fromond, dans le département de la Manche, en région Normandie.

## Localisation
Les vestiges du château sont situés sur une légère éminence au milieu des anciens marais de la Vire, sur la commune de Saint-Fromond, dans le département français de la Manche.

## Historique
Le château de la Rivière est au XIe siècle la possession de l'évêque de Bayeux, Odon de Bayeux, demi-frère de Guillaume le Conquérant, en disgrâce à la fin de sa vie, et qui fait construire le château en 1090. Le châtelain est par la suite lié à la seigneurie du Hommet. Dans un titre de 1228, Guillaume III († 1252) du Hommet est qualifié de seigneur du Hommet et de la Rivière. Lui succède pour peu de temps son fils Jean Ier du Hommet qui meurt sans postérité un an après son père. C'est Jourdain III du Hommet, oncle de Jean, et frère de Guillaume III, qui hérite. À sa mort en 1272, Jourdain III ne laisse que trois filles entraînant le partage de la baronnie du Hommet en deux : le Hommet en Villiers qui échoit à l'aînée, Jeanne épouse d'Amaury de Villiers, et, le Hommet-la-Rivière qui revient à la cadette Jeannette qui épouse Philippe de Hottot.
À la fin du XIIIe siècle, le château est la possession des seigneurs de Montenay, à la suite du mariage de la fille de Philippe de Hottot et Guillaume de Montenay.
En 1462, Jean de Montenay vend le château à Christophe de Cerisay, seigneur de Vesly.
Le successeur de Christophe, Guillaume de Cerisay, est sans doute à l'origine de la construction actuelle. Au début du XVIe siècle, Nicolas de Cerisay est qualifié de baron du Hommet, seigneur et baron de la Rivière, bailli de Cotentin.
En 1698, le château intègre les possessions de la famille d'Argouges et cesse d'être habité en 1818.
En 1944, le bâtiment est gravement endommagé dans les combats liés au débarquement de Normandie : une partie ayant été utilisée comme poudrière, elle fut dynamitée par l'armée allemande avant son évacuation.
Depuis le château a été acquis par plusieurs propriétaires. Un temps centre naturiste, il est désormais utilisé comme lieu de conservation pour les cigognes.
Afin d'assurer la tranquillité des nids l'accès à l'intérieur des ruines est interdit.

## Description

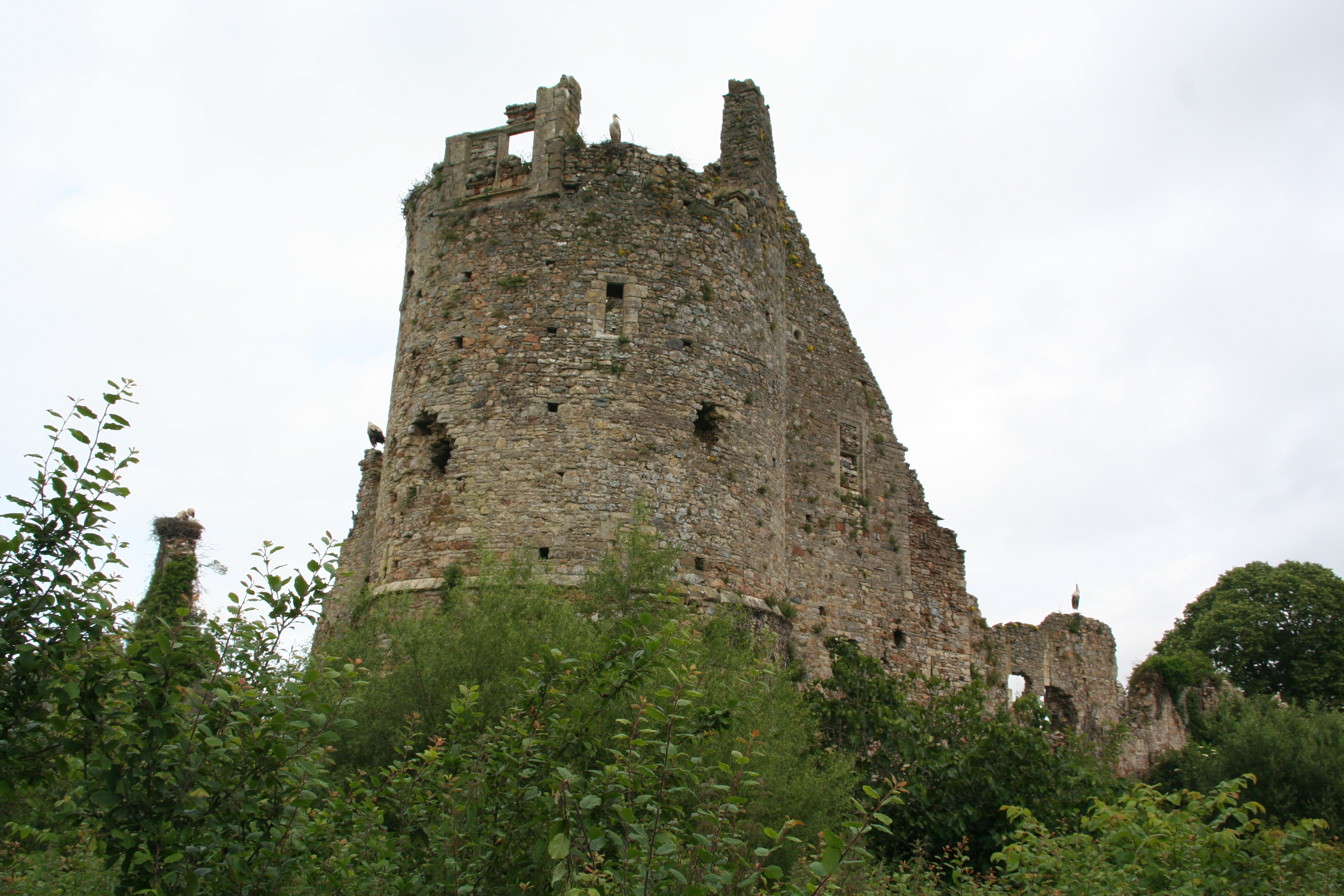
Le château avec des cigognes nichées sur les ruines.

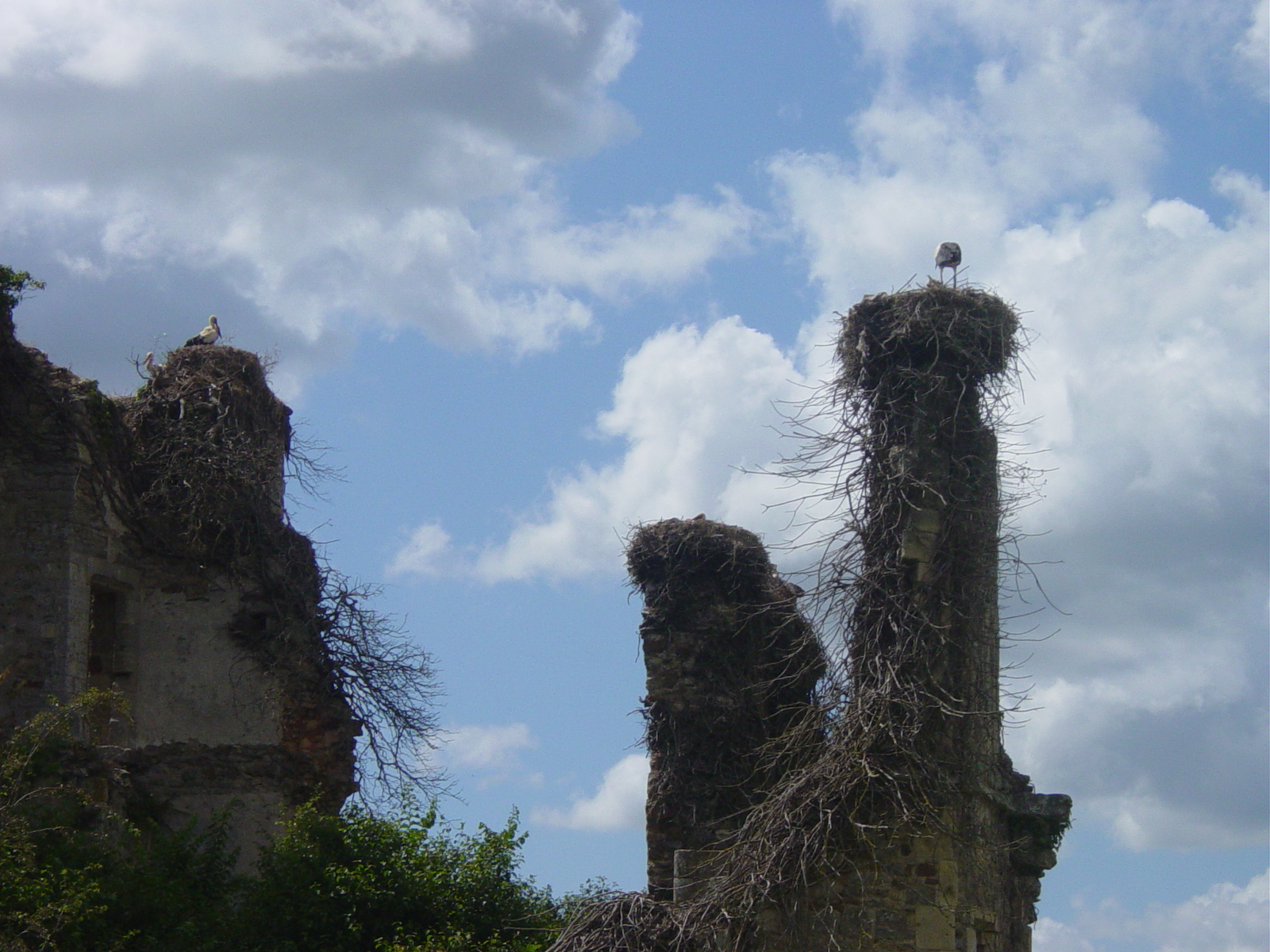
Cigognes sur le château.

Le château de la Rivière est un ancien château fort, bâti au XIIIe siècle et totalement reconstruit au cours de la deuxième moitié du XVe siècle. Il se présente, aujourd'hui, sous la forme d'une grande enceinte polygonale fossoyées que flanquent des tours circulaires ; l'une faisant office de donjon.

Le château a fait l'objet d'une description en 1811 par l'abbé Demons, qui permet de se rendre compte de l'ampleur des destructions de 1944 : 

« Le château de la Rivière est bien mieux conservé que celui de Neuilly. On en voit toute l'enceinte. On remarque à l'entrée des mâchicoulis, les ouvertures pour les leviers du pont-levis, et les trous pour abattre la herse. Cette entrée étoie deffendue par deux tours, qui existent encore, et qui par leur saillie rendoient très difficile l'approche de cette entrée. À droite en entrant, on voit un très beau colombier qui servoit en même temps de tour de défense. Le dessous qui est voûté et soutenu par un pilier présente des créenaux en forme d'embrasure. À gauche on voit une tour voûtée et fort basse : c'est comme un souterrain. On l'apelle la Prison. En face de la porte d'entrée se voient les ruines de plusieurs bâtiments, et on remarque, à gauche de ces restes, le donjon très bien conservé. »